# N10 (Luxemburg)
De N10 (Luxemburgs: Nationalstrooss 10) is een Luxemburgse weg die een deel van de Our, de Sûre en de Moezel volgt, langs de grens met Duitsland. Met 113 kilometer is de N10 de langste weg van het land.
Het traject begint bij Marnach bij een splitsing van de N18, loopt vanaf daar naar de oostgrens, en volgt vanaf dan de Duitse grens richting het zuiden, helemaal tot aan Schengen, in de buurt van het drielandenpunt Luxemburg-Duitsland-Frankrijk. Bij een brug over de Moezel wordt de weg hier vervolgd door de Duitse B407.
In Echternach is de N10 voor een deel onderbroken door de CR366 en de N11. Tussen Wasserbillig en Grevenmacher is de N10 onderbroken door de N1.

## N10a
De N10a is een 250 meter lange route in Grevenmacher en verbindt de CR140 met Duitsland. Het wegnummer gaat tot midden op de brug over de Moezel waar de landsgrens is. De N10a heeft geen aansluiting op de N10, maar gaat wel met een viaduct er over heen.

## N10b
De N10b is een 40 meter lange route bij de Duitse plaats Dasburg. De route is het verlengde van de Duitse L410 en verbindt de N10 hiermee.

## N10c
De N10c is een ongeveer 100 meter lange route bij Untereisenbach. De route sluit aan op de N10 en stopt midden op de brug over de Our. Hierna gaat de route ongenummerd verder naar de Duitse K48.

## N10d
De N10d is een 30 meter lange route bij Stolzembourg. De weg begint bij de N10 en eindigt midden op de brug over de Our waar het verder als de Duitse L10. Tevens is dit punt ook de landgrens tussen Luxemburg en Duitsland.

## N10e
De N10e is een 25 meter lange route in Stolzembourg. Ook hier begint de route bij de N10 en eindigt midden op de brug over de Our waar de landsgrens met Duitsland is. In Duitsland gaat de weg verder als K47.
N1 ·
N2 ·
N3 ·
N4 ·
N5 ·
N6 ·
N7 ·
N8 ·
N10 ·
N11 ·
N12 ·
N13 ·
N14 ·
N15 ·
N16 ·
N17 ·
N18 ·
N19 ·
N20 ·
N21 ·
N22 ·
N23 ·
N24 ·
N25 ·
N26 ·
N27 ·
N28 ·
N31 ·
N32 ·
N33 ·
N34 ·
N35 ·
N37 ·
N38
N50 ·
N51 ·
N52 ·
N53 ·
N55 ·
N56 ·
N57